# Бержерон, Патрис
Патри́с Бержеро́н-Кли́ри (фр. Patrice Bergeron-Cleary; род. 24 июля 1985, Ансьен-Лоретт, Квебек, Канада) — бывший канадский хоккеист, центральный нападающий и капитан клуба Национальной хоккейной лиги «Бостон Брюинз». В составе сборной Канады становился олимпийским чемпионом в 2010 и 2014 годах, чемпионом мира в 2004 году. Обладатель Кубка Стэнли (2011). Член «Тройного золотого клуба». Рекордные 6 раз становился обладателем «Фрэнк Дж. Селки Трофи».
Дважды выступал за канадскую сборную на чемпионатах мира — в 2004 и 2006 годах. Причём в 2005 году Бержерон выступил за сборную на молодёжном чемпионате мира. Таким образом, Патрис стал первым канадским хоккеистом, сыгравшим сперва на взрослом чемпионате мира, а только затем на молодёжном. 15 июня 2011 года забил победный гол в решающей игре финала Кубка Стэнли в ворота «Ванкувер Кэнакс».
21 ноября 2022 года набрал 1000-е в карьере очко в регулярных сезонах НХЛ. Для этого Бержерону потребовалось 1235 матчей, он стал 94-м хоккеистом в истории (и восьмым действующим), достигшим этой отметки. 8 января 2023 года сделал 600-ю передачу в карьере в регулярных сезонах НХЛ.
25 июля 2023 года объявил о завершении карьеры.

## Статистика
| Легенда | Легенда                    | Легенда | Легенда                   | Легенда | Легенда    |
| ------- | -------------------------- | ------- | ------------------------- | ------- | ---------- |
| И       | Количество проведённых игр | Штр     | Штрафное время            | +/−     | Плюс-минус |
| Г       | Голы                       | П       | Голевые передачи          | О       | Очки       |
| -       | Статистика неизвестна      | —       | Статистика не учитывалась |         |            |

## Достижения
| Год              | Команда       | Достижение                          | Достижение |
| ---------------- | ------------- | ----------------------------------- | ---------- |
| 2011             | Бостон Брюинз | Обладатель Кубка Стэнли             |            |
| 2019             | Бостон Брюинз | Обладатель Приза принца Уэльского   |            |
| 2014, 2020, 2023 | Бостон Брюинз | Обладатель Президентского Кубка (3) |            |

| Год        | Команда       | Достижение                             | Достижение |
| ---------- | ------------- | -------------------------------------- | ---------- |
| 2004       | Канада        | Чемпион мира                           |            |
| 2005       | Канада (мол.) | Победитель молодёжного чемпионата мира |            |
| 2010, 2014 | Канада        | Олимпийский чемпион (2)                |            |
| 2016       | Канада        | Победитель Кубка мира                  |            |

| Год                                | Команда       | Достижение                                         | Достижение |
| ---------------------------------- | ------------- | -------------------------------------------------- | ---------- |
| 2004                               | Бостон Брюинз | Участник Матча молодых звёзд                       |            |
| 2011, 2014, 2015, 2017, 2022, 2023 | Бостон Брюинз | Обладатель «Фрэнк Дж. Селки Трофи» (6)             |            |
| 2013                               | Бостон Брюинз | Обладатель «Кинг Клэнси Трофи»                     |            |
| 2014                               | Бостон Брюинз | Обладатель Приза игроку НХЛ за благотворительность |            |
| 2015, 2016                         | Бостон Брюинз | Участник Матча всех звёзд (2)                      |            |
| 2021                               | Бостон Брюинз | Приз Марка Мессье                                  |            |

| Год  | Команда       | Достижение                                                 | Достижение |
| ---- | ------------- | ---------------------------------------------------------- | ---------- |
| 2005 | Канада (мол.) | MVP молодёжного чемпионата мира                            |            |
| 2005 | Канада (мол.) | Лучший бомбардир молодёжного чемпионата мира               |            |
| 2005 | Канада (мол.) | Попадание в Сборную всех звёзд молодёжного чемпионата мира |            |

| Год  | Достижение                     | Достижение |
| ---- | ------------------------------ | ---------- |
| 2011 | Член «Тройного золотого клуба» |            |